# Clinteria sternalis
Clinteria sternalis är en skalbaggsart som beskrevs av Moser 1911. Clinteria sternalis ingår i släktet Clinteria och familjen Cetoniidae. Inga underarter finns listade i Catalogue of Life.